# Gymnogeophagus
Gymnogeophagus és un gènere de peixos de la família dels cíclids i de l'ordre dels perciformes.

## Distribució geogràfica
És endèmic de Sud-amèrica.

## Taxonomia
- Gymnogeophagus australis (Eigenmann, 1907)
- Gymnogeophagus balzanii (Perugia, 1891)
- Gymnogeophagus caaguazuensis (Staeck, 2006)[3]
- Gymnogeophagus che (Casciotta, Gómez & Toresanni, 2000)[4]
- Gymnogeophagus gymnogenys (Hensel, 1870)
- Gymnogeophagus labiatus (Hensel, 1870)
- Gymnogeophagus lacustris (Reis & Malabarba, 1988)
- Gymnogeophagus meridionalis (Reis & Malabarba, 1988)
- Gymnogeophagus rhabdotus (Hensel, 1870)
- Gymnogeophagus setequedas (Reis, Malabarba & Pavanelli, 1992)[5][6][7]